# Calzone

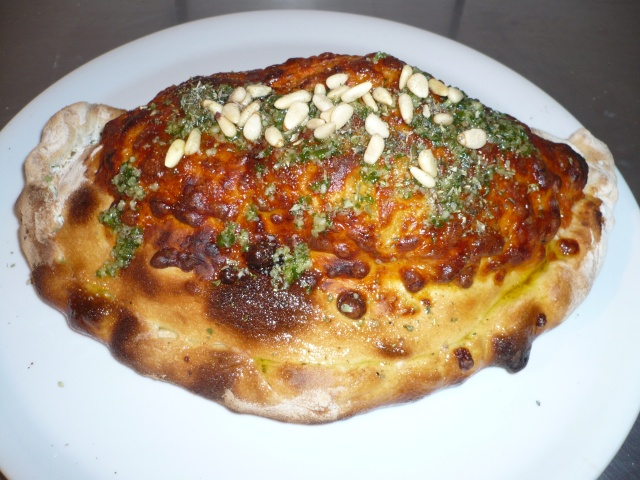
Calzone phủ với xốt cà chua, pho mát, hạt thông và pesto, ở Theix, Pháp

Calzone (/kælˈzoʊni/, US: /kælˈzoʊneɪ/ hoặc /kælˈzoʊn/, UK: /kælˈtsoʊni/; Ý: phát âm tiếng Ý: [kalˈtsoːne]) là một loại pizza gập nướng của Ý có nguồn gốc từ Napoli. Calzone điển hình được làm từ bột nhào mặn, nướng trong lò và nhồi với salami hoặc thịt nguội, pho mát mozzarella, ricotta và parmesan hoặc pecorino, và một quả trứng. Các biến thể vùng miền thường bao gồm các nguyên liệu hay phủ trên mặt pizza.

## Văn hoá
Người Ý tin calzone là loại pizza có hiệu quả nhất khi giao hàng tận nhà. Niềm tin phổ biến này có một số cơ sở khoa học vì bánh được gập vào giữ lại nhiều nhiệt hơn. Điều này giúp calzone được giao tại nhà ấm hơn pizza bình thường. Ngày nay pizza thường được giao bằng xe máy có túi làm nóng bằng điện nhưng sự ưu tiên cho calzone vẫn còn lại. Có lẽ là do truyền thống nhiều hơn lợi ích giữ nhiệt của calzone.